# Matthias Kalkreuter
Matthias Kalkreuter (* 1986) ist ein deutscher Politiker (SPD). Er ist seit 2019 Bürgermeister der nordrhein-westfälischen Stadt Lage.

## Leben
Matthias Kalkreuter besuchte das Gymnasium Lage und hat einen Abschluss als Diplom-Verwaltungswirt (FH). Er arbeitete im Jobcenter Bielefeld. Danach leitete er den Filialbereich Nord der Bielefelder Bürgerberatung und arbeitete in verschiedenen Positionen in der Bielefelder Stadtverwaltung.
Er wohnt im Ortsteil Heiden, ist verheiratet und hat zwei Kinder. Er ist aktiver Schwimmer für die TG Lage.

## Politischer Werdegang

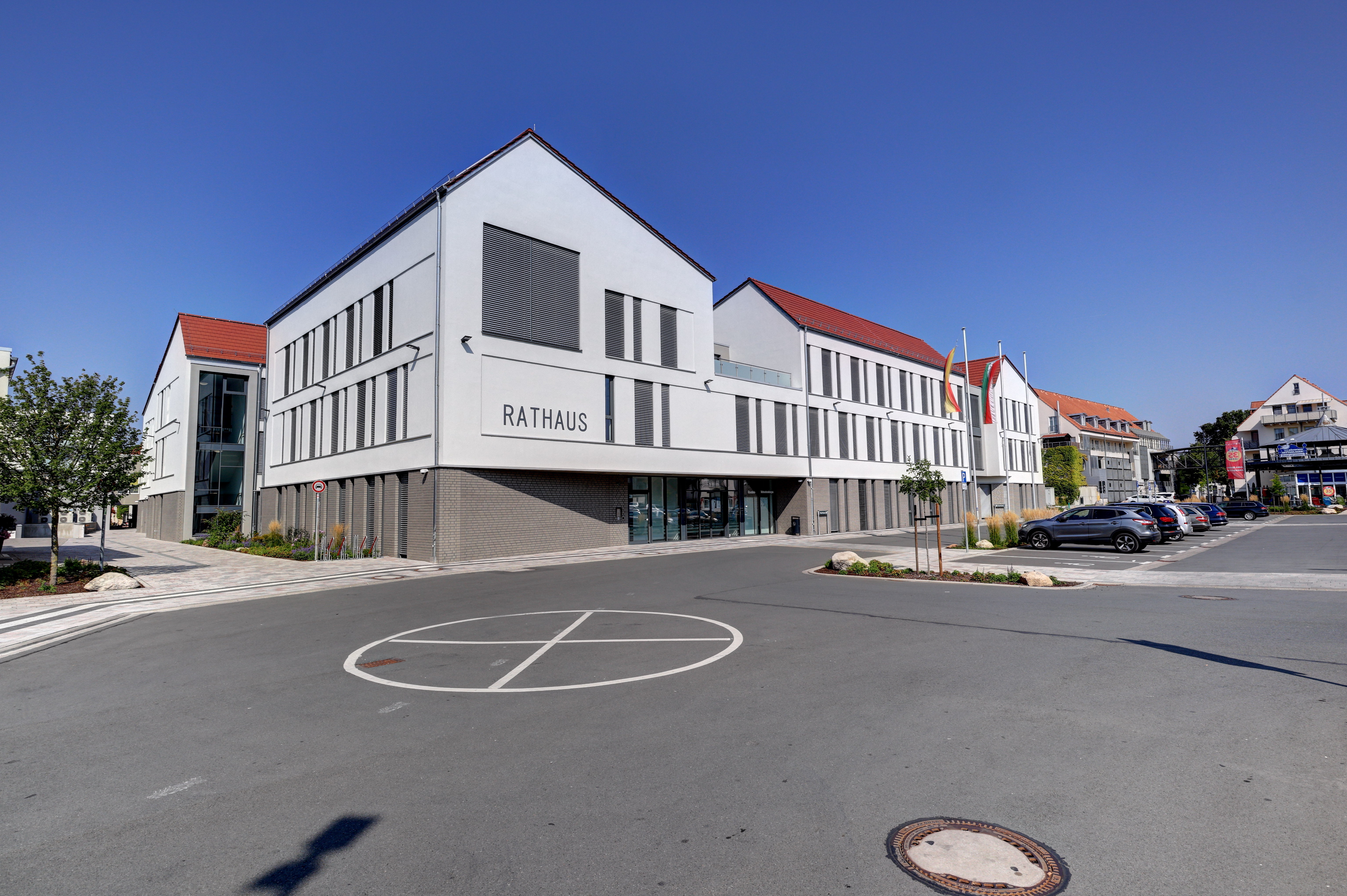
Neues Rathaus in Lage, 2019

Seit 2008 war er Vorsitzender des SPD-Ortsvereins Heiden und seit 2014 Mitglied des Stadtrats von Lage.
Bei der Bürgermeisterwahl 2019 in Lage gewann er bei einer Wahlbeteiligung von 60,71 % den ersten Wahlgang mit 28,63 Prozent der gültigen Stimmen gegen den CDU-Kandidaten Stefan Everding, der 26,87 % erhielt. Die Stichwahl am 16. Juni 2019 gewann Matthias Kalkreuter mit 61,23 Prozent der gültigen Stimmen bei einer Wahlbeteiligung von 46,16 Prozent. Er ist Nachfolger von Christian Liebrecht (CDU). Im November 2024 gab Kalkreuter bekannt, bei den Kommunalwahlen im September 2025 erneut als Bürgermeisterkandidat antreten zu wollen.
Matthias Kalkreuter war von 2021 bis 2023 Vorsitzender der Verbandsversammlung und des Verwaltungsrats des Kommunalen Rechenzentrums Minden-Ravensberg/Lippe (krz). Außerdem ist er seit 2024 Mitglied des Landesvorstands der Sozialdemokratischen Gemeinschaft für Kommunalpolitik in Nordrhein-Westfalen. Zudem ist er Mitglied des Aufsichtsrates der Stadtwerke Lage GmbH.